# Спарре, Луис
граф Луис Спарре (швед. Louis Sparre; 3 августа 1863[…], Гравеллона-Ломеллина, Ломбардия — 26 октября 1964[…], Оскар) — шведский аристократ, около 20 лет проживший в Финляндии. Художник, фотограф, кинорежиссёр, учёный-этнограф, спортсмен, предприниматель и меценат, внесший заметный вклад в развитие финского искусства. Супруг сестры маршала Маннергейма Евы Маннергейм. 

## Биография
Родился в 1863 году в Италии в шведской аристократической семье. Учился у художников Аксели Галлен-Каллелы и Ээро Ярнефельта, скульптора Эмиля Викстрема. Вместе Галлен-Каллелой совершил поездку по Карелии, результатом которой стал большой этнографический материал и рост интереса к карельской культуре в Финляндии. 
В 1912 году участвовал в Летних Олимпийских играх в качестве фехтовальщика.
В 1897 году основал в Борго керамическую фабрику, художественным руководителем которой стал Альфред Уильям Финч. Фабрика выпускала высококачественные изделия в стиле модерн.
В 1907 году Спарре стал продюсером и режиссёром первого финского фильма.
В 1908 году Спарре покинул Финляндию, в которой прожил почти двадцать лет, начиная с 1889 года, и вернулся в Швецию.
В Швеции занимался в основном живописью, создавая портреты и пейзажи. Только портретов им было написано более 500.
Скончался в 1964 году в Стокгольме в возрасте 101 года.